# ریو براوو، تامائولیپاس
ریو براوو (به اسپانیایی: Río Bravo) از شهرهای کشور مکزیک است که در ایالت تامائولیپاس قرار دارد و جمعیت آن طبق سرشماری سال ۲۰۱۰ میلادی ۱۰۷٬۶۵۶ نفر بوده است.